# كرايغ ألكوك
كرايغ ألكوك (بالإنجليزية: Craig Alcock)‏ (8 ديسمبر 1987 في المملكة المتحدة - ) هو لاعب كرة قدم بريطاني في مركز الدفاع. لعب مع شيفيلد يونايتد ونادي بيتربورو يونايتد ونادي دونكاستر روفرز ويوفل تاون وWeston-super-Mare A.F.C. ‏ وTiverton Town F.C. ‏ ونادي تاونتون تاون ‏.

## وصلات خارجية
- كرايغ ألكوك على موقع قاعدة بيانات كرة القدم.إي يو (الإنجليزية)
- كرايغ ألكوك على موقع Soccerbase.com (لاعب) (الإنجليزية)
- كرايغ ألكوك على موقع Soccerway.com (الإنجليزية)